# Jeff Minter
Jeff Minter (nascido em 22 de abril de 1962) é um designer e programador inglês de jogos eletrônicos que costuma ser chamado de Yak. Ele é o fundador da empresa de software Llamasoft e criou dezenas de jogos durante sua carreira, que começou em 1981 com jogos para o ZX80. Os jogos de Minter são de estilo shoot 'em up que contêm referências no título ou no jogo que demonstram sua predileção por ruminantes (lhamas, ovelhas, camelos etc.). Muitos de seus programas também apresentam um elemento psicodélico, como em alguns dos primeiros programas de "sintetizador de luz", incluindo o Trip-a-Tron.
Os trabalhos de Minter incluem o programa de visualização de música Neon (2004), que está integrado ao console Xbox 360, e os jogos Gridrunner, Attack of the Mutant Camels, Tempest 2000 e Polybius.

## Carreira em desenvolvimento de jogos

### Carreira pré-comercial (primeiros anos)
Minter começou a programar computadores ainda jovem. Ele criou o jogo Deflex para o Commodore PET em 1979, mas foi somente após uma longa doença durante um ano de universidade que os talentos de Minter se desenvolveriam de forma significativa. Após um período de três meses devido a uma súbita erupção de pericardite, em que Minter ficou restrito a deitar-se de costas e confinado à cama entre novembro de 1981 e janeiro de 1982, o tédio o levou a começar a programar computadores para passar o tempo.
Após a recuperação, Minter se uniu a Richard Jones, um colega de escola, e juntos começaram a criar seus próprios jogos no Commodore PET da escola. Eles logo se separaram. Jones passou a trabalhar em projetos comerciais, alguns deles no mercado de software (por exemplo, Interceptor Micros).

### Jogos comerciais de 8-bits
Em 1981, Minter começou a criar e vender jogos de forma independente para o ZX80, a primeira máquina que possuía. Alguns foram feitos para a empresa de software dk'tronics. Esses títulos foram vendidos como um pacote, mas não ficaram disponíveis por muito tempo, pois Minter deixou a empresa após uma disputa por royalties. Ele formou uma parceria com sua mãe, Hazel Minter. Juntos, eles desenvolveram e produziram comercialmente 20 jogos para os computadores ZX81, VIC-20, Atari de 8-bits, ZX Spectrum e Commodore 64. Depois de estudar física na Universidade da Ânglia Oriental, o sucesso no setor de programação o levou a abandonar os estudos e se dedicar ao desenvolvimento de jogos eletrônicos em tempo integral.
No ano seguinte, ele fundou a empresa de software Llamasoft. Seu primeiro jogo da Llamasoft foi um clone do Defender para o VIC-20 chamado Andes Attack (versão americana: Aggressor). No Andes Attack, pequenas lhamas avançavam e atacavam o jogador em vez das naves espaciais do Defender. Como fã do Defender, Minter o recriou como Defender 2000. Por meio da empresa de software Salamander Software, sediada em Brighton, Minter teve seus jogos criados para o Spectrum e outros microcomputadores domésticos. Foi o Sr. S.A. Tenquist o responsável pela versão de 16K do Gridrunner para o ZX Spectrum. A conversão foi lançada e publicada no Natal de 1983 pela Quicksilva no Reino Unido. A versão original para Commodore de Jeff Minter foi criada em uma semana e marcou seu primeiro sucesso comercial no Reino Unido e nos EUA.
Minter passou a desenvolver vários jogos para o Commodore 64, computadores Atari de 8-bits e Atari ST, que foram comercializados boca a boca e anúncios em revistas. Entre eles estavam Gridrunner, Abductor, Matrix: Gridrunner 2, Hellgate, Hover Bovver, Attack of the Mutant Camels, Revenge of the Mutant Camels, Return of the Mutant Camels, Laser Zone, Mama Llama, Metagalactic Llamas Battle at the Edge of Time, Sheep in Space, Voidrunner e Iridis Alpha.

### Trabalho posterior aos jogos de 8-bits

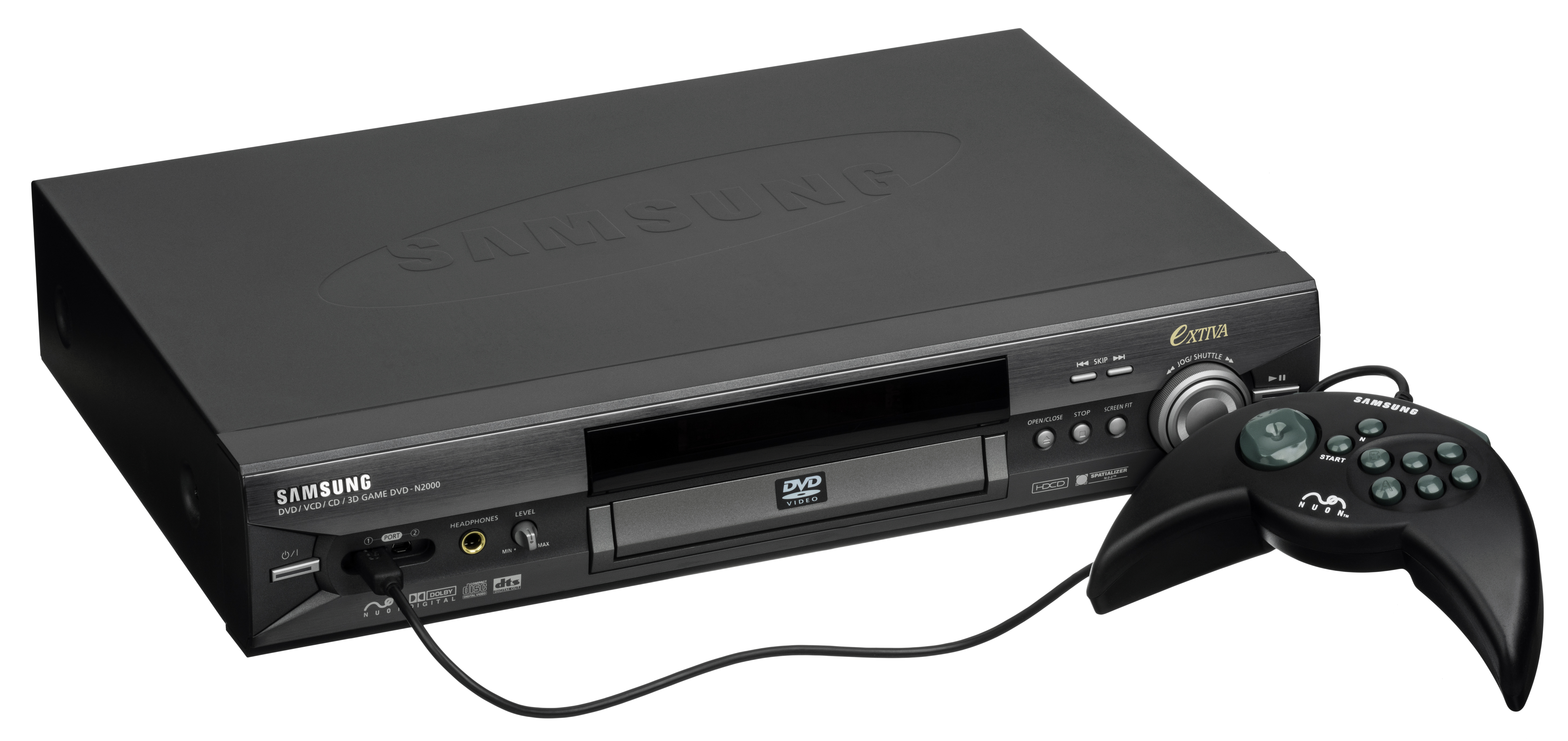
Minter desenvolveu o Tempest 3000 e a segunda Virtual Light Machine para o sistema de jogos Nuon.

Em 1989, Minter ajudou na produção do console Konix Multisystem.
Minter trabalhou para a Atari e para a VM Labs. Para a Atari, ele produziu Tempest 2000 (1994) para o Atari Jaguar. Era uma recriação do Tempest de 1981 de Dave Theurer. Em seguida, produziu Defender 2000 (1995) para o Atari Jaguar, uma recriação do jogo de 1981. Listando Minter em sua lista "75 Pessoas Mais Importantes do Setor de Jogos de 1995", a revista Next Generation o chamou de "principal desenvolvedor" do Atari Jaguar. Minter também produziu o Virtual Light Machine (VLM-1) para o complemento do Atari Jaguar CD. Para a VM Labs, ele criou o VLM-2 e o Tempest 3000.
Em seguida, Minter criou jogos para a plataforma Pocket PC, alguns dos quais também foram convertidos para Windows: Deflex, Hover Bovver 2: Grand Theft Flymo (uma reinterpretação de seu próprio jogo de 1984, Hover Bovver) e Gridrunner++.

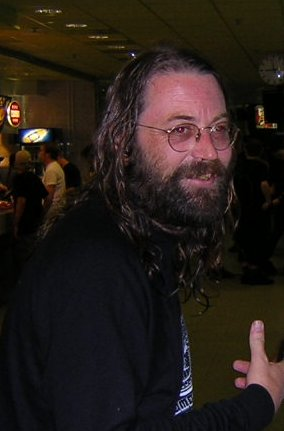
Jeff Minter na Assembleia de 2004.

Em 2002, ele começou a trabalhar em um jogo eletrônico musical para o GameCube chamado Unity. Usando a versão mais recente de seu VLM, o VLM-3 ou Neon, o Unity combinaria as duas linhas principais da carreira anterior de Minter: sintetizadores de luz e tiro clássico no estilo arcade. Minter esteve envolvido na criação desse jogo para a Lionhead Studios durante todo o ano de 2003. O projeto foi cancelado em dezembro de 2004. Desde então, o Neon foi reprogramado e significativamente expandido e é usado na visualização de mídia do Xbox 360.
Em 2007, Minter lançou Space Giraffe, um jogo de ação com semelhanças com Tempest. O Space Giraffe foi lançado para o Xbox 360 por meio do Xbox Live Arcade.
Em 2008, foi anunciado na Tokyo Game Show que os designers da Llamasoft estavam trabalhando nos aspectos de visualização da versão para Xbox 360 de Space Invaders Extreme. O jogo foi lançado em 2008. Em dezembro de 2008, Space Giraffe foi lançado para Windows.
Em setembro de 2009, ele lançou Gridrunner Revolution para Windows como um download digital.

### The Minotaur Project
Em 2010, frustrado com os atrasos no lançamento de seus títulos, Minter estava ansioso para retornar a um estilo de desenvolvimento de jogos em que os jogos pudessem ser produzidos e lançados rapidamente. A plataforma iOS foi escolhida e a Llamasoft anunciou que uma série de jogos seria produzida sob o nome The Minotaur Project. A ideia por trás da série é que a Llamasoft desenvolveria um jogo no estilo de um computador ou console do passado, mas sem as restrições do hardware original.
Em 5 de janeiro de 2011, ele lançou Minotaur Rescue para iPhone 3GS, iPhone 4, iPod Touch (3ª geração), iPod Touch (4ª geração) e iPad.
Em 2 de março de 2011, a Llamasoft lançou seu segundo jogo para iOS, Minotron: 2112. Minotron: 2112 é uma recriação do jogo Llamatron do Atari ST/Amiga (inspirado no jogo Robotron 2084). Uma versão do Deflex para iOS também foi lançada, embora não tenha sido especificamente rotulada como parte do The Minotaur Project.
Em 17 de setembro de 2011, a Llamasoft lançou GoatUp, seu primeiro jogo de plataforma.
Em 27 de janeiro de 2012, Caverns of Minos foi lançado, seguido em 24 de março por Gridrunner.
Super Ox Wars, um jogo estilo shoot 'em up baseado em Ikaruga, foi lançado em julho de 2012; o último jogo da série, GoatUp 2, foi lançado em março de 2013, sendo o único título da Llamasoft a contar com um editor de níveis.
Minter anunciou então sua intenção de abandonar o desenvolvimento móvel devido à falta de capacidade de descoberta, ao baixo volume de negócios e ao domínio dos jogos gratuitos e clones de jogos eletrônicos; ele acabou declarando que, depois de contabilizar seu tempo, o The Minotaur Project teve um prejuízo líquido. Minter declarou no Twitter que "Retornar ao iOS seria como retornar à cena de um assalto" e "Eu aconselharia qualquer desenvolvedor que valorizasse sua integridade e sanidade a simplesmente sair daqui". Como resultado, os jogos do The Minotaur Project não foram atualizados para as versões de 64 bits do iOS e foram removidos da App Store, enquanto as cópias existentes se tornaram impossíveis de jogar em dispositivos atualizados.
A estrutura de código dos jogos do The Minotaur Project permite que eles sejam reconstruídos para as versões para Mac e PC. O Gridrunner foi lançado para Mac em agosto de 2012.

### Retorno aos jogos de console
Em abril de 2013, foi anunciado que a Llamasoft havia assinado um acordo com a Sony Interactive Entertainment para criar um jogo de tiro para o PlayStation Vita chamado TxK. O jogo seria o quarto jogo de tiro da Llamasoft em duas décadas e foi descrito como o sucessor do Tempest 2000 de 1994 para o Atari Jaguar. Como Minter explicou em seu blog de desenvolvimento, os objetivos do projeto eram criar um jogo de tiro mais tradicional, direto e acessível do que Space Giraffe, melhorar as falhas de Tempest 2000 e Tempest 3000 e evocar a estética neo-retro sem ser piegas. TxK foi lançado em 11 de fevereiro de 2014, por download digital na PSN.
No início de 2015, Minter foi ameaçado com uma ação legal pela Atari, alegando que o TxK era muito parecido com o Tempest 2000 - um jogo que o próprio Minter criou, mas cujos direitos pertenciam à Atari. Isso levantou várias questões, incluindo a alegação da Atari de que Minter havia copiado ilegalmente material de seu próprio código-fonte e violado os direitos autorais de design de suas próprias tradições de design. A Sony não estava disposta a apoiar Minter e, como tal, as versões futuras do TxK foram impedidas de serem lançadas, embora a versão para PS Vita continue disponível.
O primeiro jogo de Minter e Zorzin disponível publicamente para um console doméstico moderno, Polybius, foi lançado para o PlayStation 4 em 9 de maio de 2017. O jogo apresenta amplo suporte para o PlayStation VR, com base na experiência de Minter na construção da versão VR não lançada do TxK. Logo após o lançamento, a Llamasoft foi contatada por Trent Reznor, da banda Nine Inch Nails, pedindo para usar os visuais do Polybius como base para o videoclipe da música "Less Than"; o vídeo foi lançado em 13 de julho do mesmo ano.
Em agosto de 2017, a Atari SA emitiu um comunicado de imprensa, anunciando uma parceria com a Llamasoft para desenvolver Tempest 4000 nos consoles de jogos eletrônicos PlayStation 4 e Xbox One e computadores pessoais baseados no Windows. Foi lançado em julho de 2018.
Em março de 2018, Minter anunciou que a estrutura do The Minotaur Project também havia sido portada para o PlayStation 4 e declarou a intenção de lançar versões aprimoradas dos jogos desse projeto como jogos de console em pacotes com o nome Minotaur Arcade. Em dezembro de 2018, a Llamasoft lançou o Minotaur Arcade Volume 1 na Steam, que continha versões muito aprimoradas de GoatUp e Gridrunner com suporte para jogar no Oculus Rift, mas também jogável em 2D. Uma versão para PlayStation 4 do Minotaur Arcade Volume 1 foi lançada em outubro de 2019.
Minter revisitou a estrutura aprimorada do Minotaur Arcade para produzir um jogo original, Moose Life, lançado na Steam em agosto de 2020 e no Playstation 4 em fevereiro de 2021.
Em dezembro de 2022, Minter anunciou que havia sido contratado para produzir uma versão completa e atualizada do protótipo abandonado da máquina de fliperama Akka Arrh, da Atari, de 1982, cuja versão original havia sido disponibilizada para o público em geral como parte da coleção Atari 50: The Anniversary Celebration. Em 2023, a Digital Eclipse anunciou que compilaria 42 dos jogos de Minter e os lançaria como Llamasoft: The Jeff Minter Story, a segunda entrada em sua Gold Master Series.

## Outras aparições
Minter apareceu no filme interativo Black Mirror: Bandersnatch, lançado em dezembro de 2018. O filme é baseado na indústria de videogames dos anos 1980 no Reino Unido; Minter interpretou Jerome F. Davies, autor do romance Bandersnatch, que assassinou sua esposa.
Minter também contribuiu para o documentário From Bedrooms to Billions.
Minter aparece muito brevemente como personagem de fundo em Ashens and the Polybius Heist.

## Vida pessoal
Em fóruns on-line e páginas informais de créditos de jogos, Minter geralmente assina como "Yak", que é, em suas próprias palavras:
um pseudônimo escolhido há muito tempo, na época em que as tabelas de pontuação máxima nas máquinas de moedas tinham apenas três letras, e escolhi Yak porque o iaque (em inglês: yak) é um animal peludo e desalinhado - muito parecido comigo ;-).
Desde 2015, Minter tem usado o nome "Yak" com relativa raridade, geralmente assinando como "Stinky Ox" ou "Jeff Minotaur".
Ele mora no País de Gales com seu parceiro Ivan "Giles" Zorzin, quatro ovelhas, duas cabras, duas lhamas e um cachorro. Embora Minter seja sinônimo de Llamasoft, Zorzin é corresponsável pelos títulos recentes.
Minter gosta de comida indiana, especialmente frango vindaloo. As ovelhas são seus animais favoritos; ele as mantém como animais de estimação há muitos anos.

## Jogos

### Jogos de segunda e terceira geração
- Deflex (VIC-20, Commodore PET)[43]

- Centipede (ZX81, 1982)[44]

- 3D Labyrinth (VIC-20, 1982)[45]

- Abductor (VIC-20, 1982)[46]

- Andes Attack (VIC-20, 1982)[47] também conhecido como Defenda

- Bomb Buenos Aires (VIC-20, 1982;[48] Atari ST, 1988) também conhecido como Aggressor, Bomber, Blitzkrieg[49]

- City Bomber (ZX Spectrum, 1982)[50]

- Gridrunner (VIC-20, Atari de 8-bits, ZX Spectrum, 1982; C64, 1983)

- Matrix: Gridrunner 2 (VIC-20, 1982; Atari de 8-bits e C64, 1983; C16, 1986)

- Rat Man (VIC-20, 1982)[51]

- Rox III (VIC-20/ZX Spectrum, 1982)

- Super Deflex (ZX Spectrum, 1982)[52]

- Turboflex (Atari de 8-bits, 1982)[53]

- Attack of the Mutant Camels (Atari de 8-bits e C64, 1983)[54] também conhecido como Advance of the Megacamel

- Headbangers Heaven (ZX Spectrum, 1983)[55]

- Hover Bovver (C64, 1983;[56] Atari de 8-bits, 1984; Galaxians/Scramble, 2022[57])

- Laser Zone (VIC-20/C64, 1983; C16, 1986)

- Metagalactic Llamas Battle at the Edge of Time (VIC-20, 1983; C64, 1984) também conhecido como Meta-Llamas

- Revenge of the Mutant Camels (C64, 1983)

- Rox 64 (C64, 1983)[58]

- Traxx (VIC-20/ZX Spectrum, 1983)

- Ancipital (C64, 1984)[59]

- Hellgate (VIC-20/C64, 1984)[59]

- Psychedelia (VIC-20/ZX Spectrum/C64/MSX, 1984), sintetizador de luz

- Sheep in Space (C64, 1984)[60]

- Batalyx (C64, 1985)[61]

- Colourspace (Atari de 8-bits, 1985), sintetizador de luz

- Mama Llama (C64, 1985)[62]

- Yak's Progress (C64, 1985) - compilação de oito títulos lançados anteriormente[63]

- Iridis Alpha (C64, 1986)[62]

- Made in France II (C64, 1987)

- Return of the Mutant Camels (C64, 1987;[64] Atari de 8-bits, 1988) também conhecido como Revenge of the Mutant Camels 2

- Voidrunner (C64/MSX, 1987)

### Jogos de quarta geração
- Trip-a-Tron (Amiga/Atari ST, 1988)

- Super Gridrunner (Amiga, 1989; Atari ST, 1991)

- Defender II (Amiga/Atari ST, 1990)

- Photon Storm (Amiga/Atari ST, 1990)

- Llamatron: 2112 (Amiga/Atari ST, 1991; PC, 1992)

- Revenge of the Mutant Camels (Amiga/Atari ST, 1991; PC, 1994) relançamento aprimorado

- Hardcore (Atari ST, 1992)[65]

### Jogos de quinta geração
- Tempest 2000 (Atari Jaguar, 1994)[66]

- Virtual Light Machine (Atari Jaguar, 1994) também conhecido como VLM-1

- Defender 2000 (Atari Jaguar, 1995)

- Llamazap (Atari Falcon, 1995)[67]

- Tempest 3000 (Nuon, 2000)

- VLM-2 (Nuon, 2000)

- Gridrunner++ (PC, 2002)

- Hover Bovver 2: Grand Theft Flymo (PC, 2002)

### Jogos de sexta geração
- Unity (GameCube, cancelado)[68]

### Jogos de sétima geração
- Neon (Xbox 360, 2005)[69] também conhecido como VLM-3

- Space Giraffe (Xbox 360, 2007; PC, 2008)[70]

- Space Invaders Extreme (Xbox 360, 2009)

- Gridrunner Revolution (PC, 2009)[71]

### The Minotaur Project
- Minotaur Rescue (2011),[16] representa o Atari 2600[72]

- Minotron: 2112 (2011),[17] representa a Intellivision[73]

- GoatUp (2011), representa o ZX Spectrum[73]

- Caverns of Minos (2012), representa os computadores Atari de 8-bits[73]

- Gridrunner iOS, representa os jogos de arcade da era Namco System 86. Primeiro título do The Minotaur Project a ser lançado no Mac

- Five a Day

- Super Ox Wars, representa a plataforma Namco Galaga.[74] O primeiro jogo de tiro com rolagem vertical da Llamasoft[75]

- Deflex, jogo de quebra-cabeça e uma recriação de um dos primeiros títulos da Llamasoft

- GoatUp 2, sequência de GoatUp. Jogo de plataforma com editor de níveis incorporado[76]

### Jogos de oitava geração
- TxK (PlayStation Vita, 2014)[77]

- Minotaur Rescue VR (Oculus Rift, Windows, 2014)

- Polybius (PS4, PlayStation VR, PC, Oculus Rift, 2016)[78]

- Tempest 4000 (PC, PS4, Nintendo Switch, Xbox One, Atari VCS)[79]

- Minotaur Arcade Vol. 1 (combina recriações baseadas em Gridrunner iOS e GoatUp) (PC, PS4)[80]

- Moose Life (PC, PS4)[81]

- Akka Arrh (PC, PS4, PS5, Nintendo Switch, Xbox One, Atari VCS)[82]